# McKinley (Oregon)
McKinley az Amerikai Egyesült Államok északnyugati részén, Oregon állam Coos megyéjében, a Middle-patak mentén elhelyezkedő önkormányzat nélküli település.
Névadója William McKinley, az USA 25. elnöke; az elnevezést Homer Shepherd, az 1897 júniusában megnyílt posta első vezetője javasolta.

## Fordítás
- Ez a szócikk részben vagy egészben  a   McKinley, Oregon című angol Wikipédia-szócikk ezen változatának fordításán alapul.  Az eredeti cikk szerkesztőit annak laptörténete sorolja fel. Ez a jelzés csupán a megfogalmazás eredetét és a szerzői jogokat jelzi, nem szolgál a cikkben szereplő információk forrásmegjelöléseként.